# Tarpany (film)
Tarpany – polski film psychologiczny z 1961 roku w reżyserii Kazimierza Kutza.

## Opis fabuły
W ośrodku doświadczalnym na Mazurach prowadzone są próby przystosowania tarpanów do życia w naturalnych warunkach. Kierownik ośrodka, bez reszty pochłonięty pracą, zaniedbuje żonę i nie zwraca uwagi na uczucia swojej młodej asystentki. Gdy do ośrodka przybywa młody wędrowiec, relacje w damsko-męskim czworokącie mocno się komplikują.

## Obsada
- Andrzej Szalawski jako Adam, kierownik ośrodka doświadczalnego
- Ewa Krasnodębska jako Nina, żona kierownika ośrodka doświadczalnego
- Teresa Tuszyńska jako Basia
- Jerzy Jogałła jako Jędrek
- Irena Orzecka jako matka Niny
- Karol Rómmel jako masztalerz Zych
- Józef Pieracki jako przedstawiciel zarządu Samopomocy Chłopskiej
- Władysław Głąbik jako przedstawiciel zarządu Samopomocy Chłopskiej
- Jerzy Turek jako Jan Stolarz, zalotnik Basi
- Henryk Hunko jako listonosz

i inni